# Deslorelin
Deslorelin, được bán trên thị trường dưới tên biệt dược Ovuplant, SucroMate, và Suprelorin, là một chất siêu chủ vận hormone giải phóng gonadotropin dạng tiêm (Chất chủ vận GnRH), được sử dụng làm thuốc thú y với những chỉ định khác nhau.

## Sử dụng

### Thú y
Deslorein được sử dụng trong thú y. Dạng muối deslorelin acetate được Peptech tiếp thị với biệt dược là Ovuplant. Một dạng khác có sẵn ở Hoa Kỳ là Sucromate Equine, đã được FDA chấp thuận để sử dụng cho ngựa vào tháng 11 năm 2010. Sản phẩm này do Thorne BioScience LLC sản xuất và được đưa vào thị trường Hoa Kỳ sau khi Ovuplant bị thu hồi. Các sản phẩm deslorelin hiện đã được phê duyệt sử dụng trong thú y và được dùng để thúc đẩy quá trình rụng trứng ở ngựa cái là một phần của quá trình thụ tinh nhân tạo. Nó cũng được sử dụng để ổn định thai kỳ có nguy cơ cao, chủ yếu là ở vật nuôi. Không giống như các chất chủ vận GnRH khác, được sử dụng chủ yếu để ức chế hormone hoàng thể hóa (LH) và hormone kích thích nang trứng (FSH) bằng cách điều hòa giảm thụ thể GnRH ở tuyến yên, thì Deslorelin chủ yếu được sử dụng vì tác dụng bùng nổ ban đầu trên tuyến yên và sự tăng tiết LH. Suprelorin là thiết bị cấy ghép chứa deslorelin giải phóng chậm được sử dụng để thiến chó và chồn hương bằng hóa chất. Nó được tiếp thị bởi Virbac. Deslorelin cũng được sử dụng để điều trị tăng sản tuyến tiền liệt lành tính ở chó. Nó cũng được sử dụng để điều trị những con vẹt kiềng có hành vi đẻ trứng mãn tính.

## Dược học

### Dược động học
Sinh khả dụng gần như 100%.

## Hóa học
Deslorelin là một chất tương tự tổng hợp của hormone giải phóng gonadotropin tự nhiên (GnRH).

## Lịch sử
Deslorelin đã được thử nghiệm thành công ở Mỹ và được phê duyệt sử dụng trong thú y trong một số trường hợp nhất định. Ở Châu Âu, nó đã được phê duyệt sử dụng trong hỗ trợ sinh sản cho ngựa.
Ovuplant đã bị rút khỏi thị trường Hoa Kỳ sau các vấn đề do ngựa cái không mang thai và không động dục trở lại kịp thời. Tuy nhiên, kỹ thuật lấy que cấy ra khỏi ngựa cái sau 48 giờ, các sản phẩm Deslorelin BioRelease và các chất kích thích rụng trứng được sử dụng phổ biến như hCG, không tạo ra tác dụng phụ tương tự. Sau khi "Sucromate Equine" nhận được sự phê duyệt của FDA, các sản phẩm BioRelease không còn được cung cấp hợp pháp tại Hoa Kỳ, tuy nhiên, chúng vẫn được bán ở Úc và New Zealand.
Nó cũng đang được thử nghiệm trên người trong điều trị ung thư vú ở phụ nữ, và trong điều trị dậy thì sớm và tăng sản thượng thận bẩm sinh ở trẻ nam và nữ.
Kể từ tháng 8 năm 2011, thuốc này chỉ được sử dụng với các chỉ định được FDA cấp phép ở Hoa Kỳ, cũng như được sử dụng trong các thử nghiệm lâm sàng đã được phê duyệt. Deslorelin đã được đựa vào danh mục thuốc trị bệnh hiếm ở Hoa Kỳ, mặc dù chưa được phê duyệt vào năm 2011.

## Nghiên cứu
Deslorelin đã được phát triển để điều trị lạc nội mạc tử cung, hội chứng buồng trứng đa nang, dậy thì sớm, ung thư tuyến tiền liệt và u xơ tử cung ở người và đã đến giai đoạn III của thử nghiệm lâm sàng để điều trị ung thư tuyến tiền liệt nhưng sự phát triển đã bị ngừng đối với những chỉ định này vào năm 2001.